# Tasso (książę Friuli)
Tasso lub Taso (zm. ok. 625) – książę Friuli razem ze swym młodszym bratem Kakko w latach ok. 611–ok. 625. Jego ojcem był Gisulf II, który zginął odpierając inwazję Awarów.
W czasie najazdu Awarów około 611, Tasso i Kakko razem z braćmi Radoaldem i Grimoaldem uciekli najeźdźcom i uniknęli pojmania, a potem z powodzeniem powrócili do Friuli, jako następcy Gisulfa. W czasie wspólnych rządów Tasso i Kakko, władali nad Słowianami z krainy Zellia (dolina rzeki Gail), aż do miejscowości Medaria, identyfikowanej jako Maglern lub Möderndorf, i nałożyli na nich trybut.
Tasso i Kakko zostali zdradziecko zamordowani przez Grzegorza, egzarchę Rawenny. Egzarcha, zaprosiwszy Tasso do Opitergium (obecne Oderzo) na ceremonię obcięcia brody, osaczył go i zabił razem z Kakko. Młodsi bracia Radoald i Grimoald uciekli do Arechisa I z Benewentu, a księstwo Friuli przejął ich stryj Grasulf.